# Esquadrão N.º 617 da RAF

Emblema do Esquadrão 617 da RAF.

O Esquadrão 617 é possivelmente o mais famoso da RAF, atualmente em operação. Foi formado em 21 de Março de 1943, especialmente para a Operação Chastise, inicialmente comandado por Guy Gibson. O ataque a baixa altitude contra as represas alemãs no Ruhr ficou famoso, o que lhes valeu a alcunha de Dambusters (Demolidores de barragens).

## História

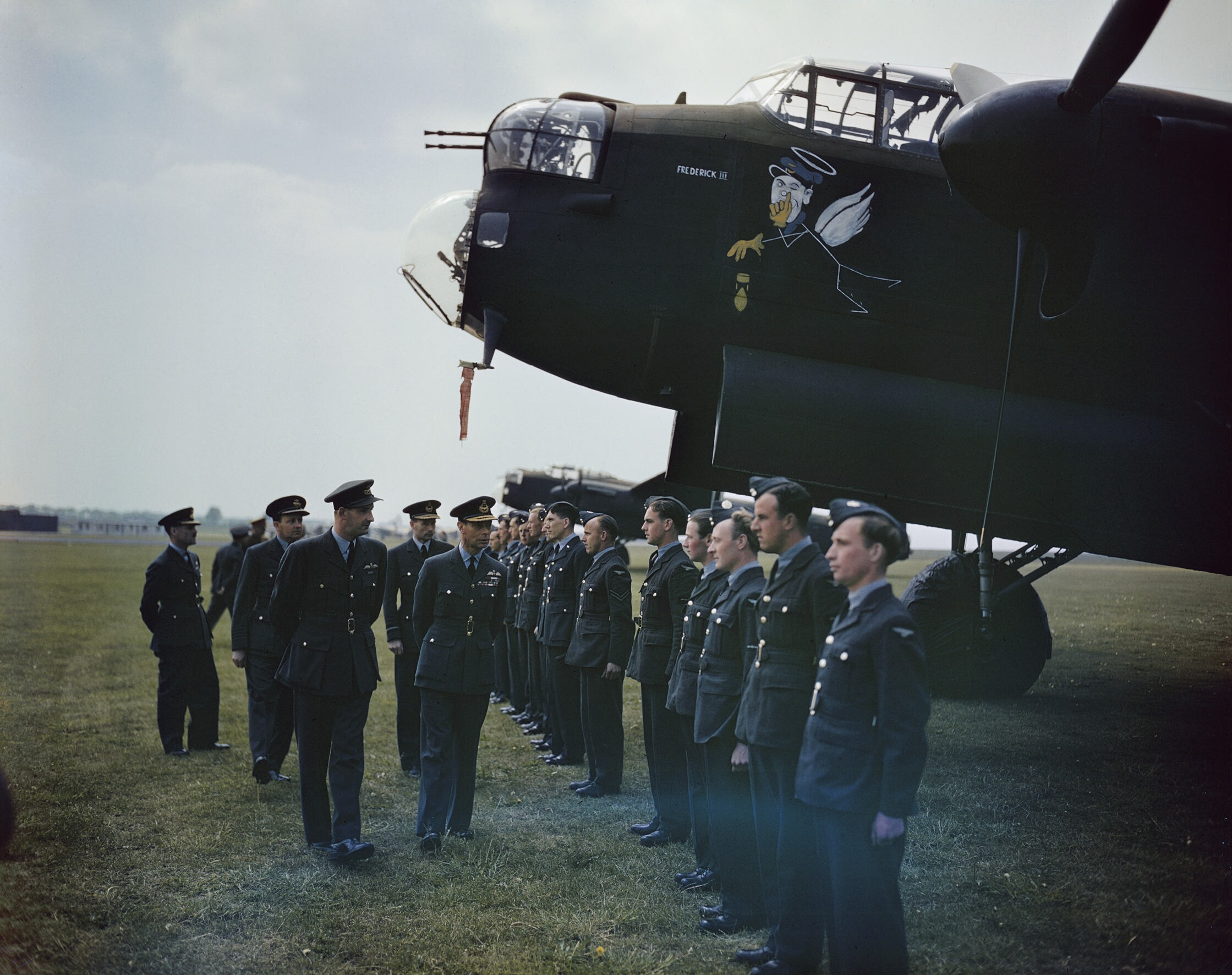
Visita do Rei George VI ao Esquadrão 617 da RAF, em 27 de Maio de 1943.

Depois do ataque à represa alemã, o 617 foi chamado para executar várias missões especiais em que empregou gigantescas bombas como a Tallboy de 5 448 kg e a Grand Slam de 9 988 kg. Durante a Segunda Guerra Mundial o esquadrão conduziu 1 599 missões com a perda de 32 aeronaves. Após a guerra, o 617 recebeu bombardeiros Lincoln em setembro de 1946. Em 1952 o 617 recebeu aviões Canberra. Em 15 de dezembro de 1955 foi desativado e reativado em 1 de maio de 1958 quando passou a operar com Vulcan. O 617 ficou com esta aeronave até 31 de dezembro de 1981, quando a unidade foi desativada. No ano seguinte o 617 foi reativado e passou a operar com o Tornado GR1 em Marham.
O Esquadrão 617 entrou novamente em combate em 1991 na Guerra do Golfo e depois participou de patrulhas sobre as zonas de Exclusão no Iraque partindo da Turquia, Arábia Saudita e Kuwait. Recentemente participou da Guerra do Iraque (Operação Telic para os britânicos) usando o Tornado GR4.
Honras de Batalha: Represas do Ruhr, 1943; Fortaleza Europa, 1943-45; Porto de Biscaia, 1944, Alemanha e França, 1944-45; Normandia, 1944; Tirpitz, 1944, Mar do Norte, 1944-45; Portos Alemães, 1945; Guerra do Golfo, 1991.

## Aeronaves utilizadas

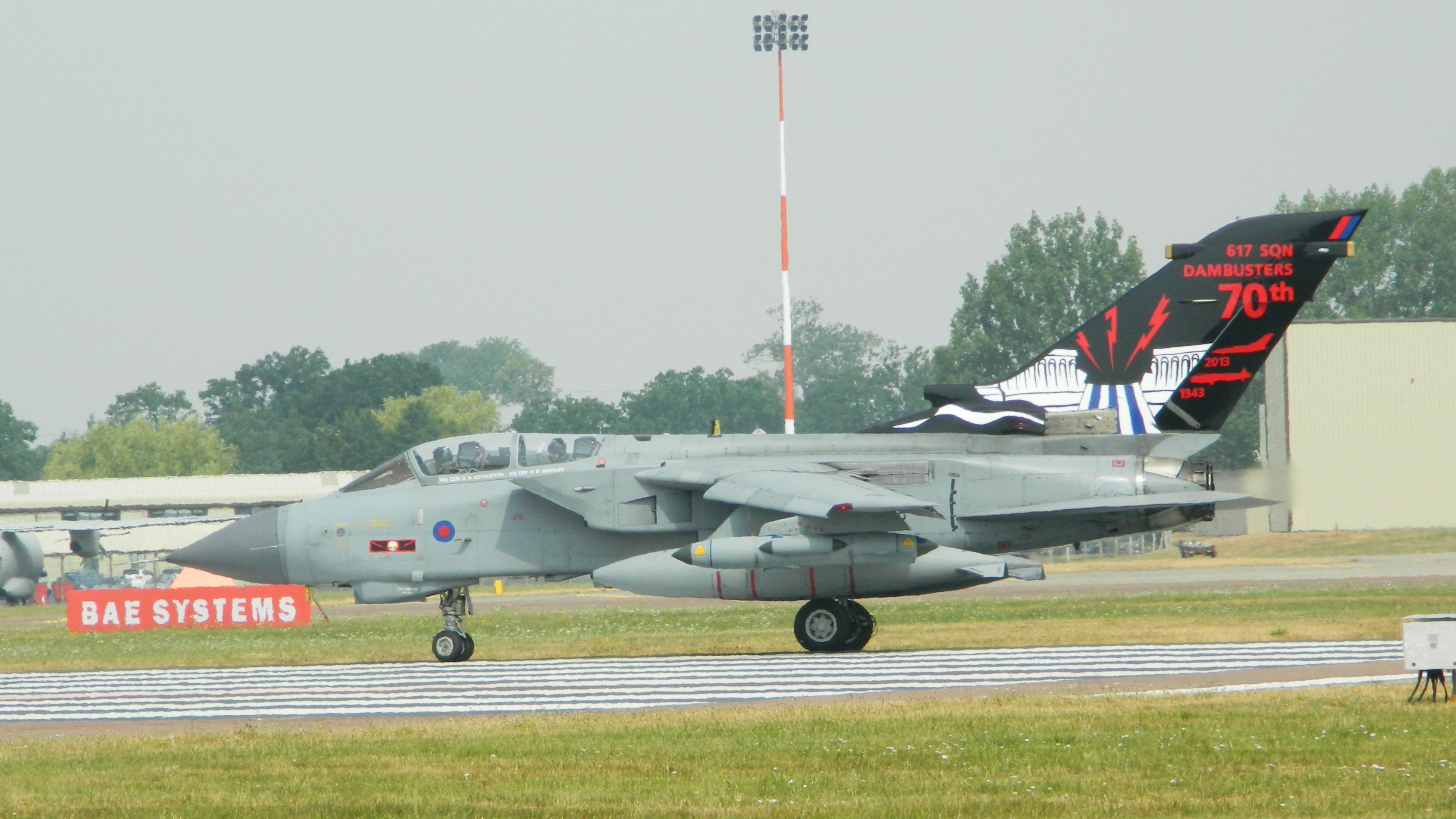
Um Tornado GR4 com pintura comemorativa ao 70° aniversário do bombardeio à represa alemã.

| De                | Até              | Aeronave                  | Versão            |
| ----------------- | ---------------- | ------------------------- | ----------------- |
| Março de 1943     | Junho de 1945    | Avro Lancaster            | I, III            |
| Junho de 1945     | Setembro de 1946 | Avro Lancaster            | VII (FE)          |
| Setembro de 1946  | Janeiro de 1952  | Avro Lincoln              | B.2               |
| Janeiro de 1952   | Abril de 1955    | English Electric Canberra | B.2               |
| Fevereiro de 1955 | Dezembro de 1955 | English Electric Canberra | B.6               |
| Maio de 1958      | Julho de 1961    | Avro Vulcan               | B.1, B.1A         |
| Setembro de 1961  | Dezembro de 1981 | Avro Vulcan               | B.2, B.2A         |
| Janeiro de 1983   | Janeiro de 2014  | Panavia Tornado           | GR.1, GR.1B, GR.4 |